# Thomas Belt
Thomas Belt (Newcastle-on-Thyne, 27 de noviembre de 1832-Denver, 21 de septiembre de 1878) fue un geólogo y naturalista inglés que se dio a conocer por sus trabajos de geología en las minas de oro, geología glacial, así como por la descripción que hizo del sistema de vida simbiótica existente en una especie de acacia y las hormigas Pseudomyrmex.

## Biografía

### Sus primeros años de vida
Por medio del Tyneside Naturalists Field Club se despertó en el joven Belt el interés por la historia natural. En 1852 se trasladó hacia Australia, donde trabajó durante ocho años en las minas de oro. Allí adquirió conocimientos prácticos sobre los yacimientos del metal. En 1860 se trasladó hacia Nueva Escocia, donde estuvo dirigiendo algunas minas de oro. Debido a una grave lesión tuvo que regresarse a Inglaterra.
En 1861 publicó su obra Mineral Veins: on Enquiry into their Origin, founded on a Study of the Auriferous Quarz Veins of Australia. Más tarde se trasladó durante un período de aprox. tres años hacia Dolgelly, otra región minera. Allí investigó minuciosamente las rocas de las losas pétreas de Lingula (Escocia). Sus observaciones fueron publicadas por el Geological Magazine en 1867 en sus importantes Memorias, las cuales hoy en día constituyen una obra clásica.

### Nicaragua
Al año siguiente recibió Belt el encargo de dirigir algunas minas de oro en Nicaragua, donde permaneció durante cuatro años. Esos años dieron lugar a su obra The Naturalist in Nicaragua (1874). En ésta presenta su punto de vista en relación con la presencia temprana de los glaciales en ese país.
Belt fue el primero en describir las relaciones simbióticas existentes entre la hormiga que nosotros hoy conocemos con el nombre de Zompopo Pseudomyrmex spinicola, una especie de hormiga roja neotropical que vive de manera myrmecofítica, que sólo existe en Nicaragua y Costa Rica, y el árbol tropical Acacia Collinsii (conocido en Nicaragua con el nombre de Cornizuelo). Las hormigas viven en las espinas de este árbol y se alimentan de las proteínas y grasas que éste produce para las hormigas. Belt llamaba a esta substancia "líquido meloso", la cual se encuentra en los nectarios de las hojas, a los que Belt llamaba "cuerpos afrutados". A su vez las hormigas protegen al árbol contra los ataques de otros insectos, muy especialmente del zompopo. A fin de rendir un reconocimiento a Belt por sus observaciones, esos "cuerpos afrutados" son llamados hoy en día "Cuerpos de Belt" (Beltian bodies).

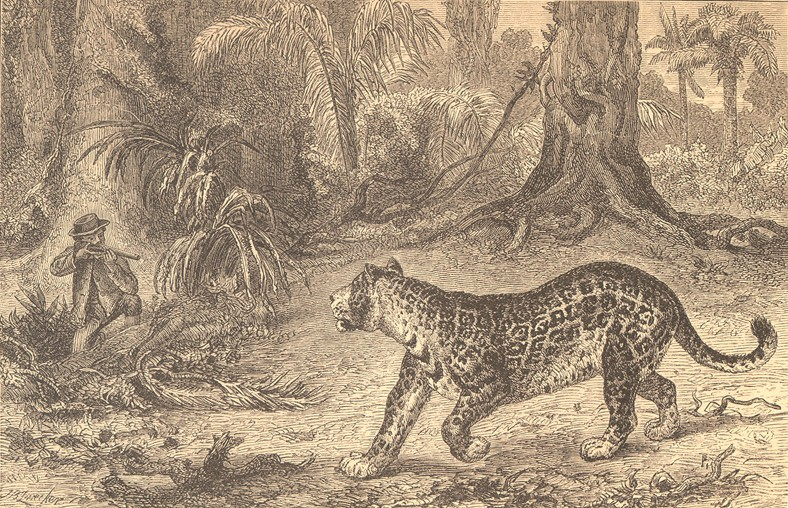
Frontispicio de The Naturalist in Nicaragua, 1874

"The Naturalist in Nicaragua" fue traducido al castellano en 1974 bajo el título El Naturalista en Nicaragua, 100 años después de su edición original en inglés. La traducción la hizo el científico nicaragüense Dr. Jaime Incer Barquero.
En Life and Letters of Charles Darwin, publicado por su hijo Mr. Francis Darwin (Tomo 3, Página 188), se lee:

„En la primavera de este año (1874) leímos un libro que mucho le gustó y sobre el cual él con mucha frecuencia hablaba: „The Naturalist in Nicaragua“, de Thomas Belt. Mr. Belt, cuya muerte prematura ha sido muy lamentada por los científicos naturalistas, era de profesión ingeniero. Por esta razón, todas sus admirables observaciones en relación a la historia natural -tanto en Nicaragua como en otras partes- han sido el producto de sus aficiones durante sus ratos libres. El libro tiene un estilo directo y vivaz, conteniendo numerosas descripciones y estimulantes discusiones. Refiriéndose a ese libro, mi padre escribió a Sir J.D. Hooker lo siguiente: "He leído a Belt. Estoy muy contento de saber que a Usted le ha gustado. Me parece que es el mejor escrito sobre historia natural que jamás se haya hecho".

En publicaciones posteriores Belt trata de los fenómenos de los períodos glaciales en las islas británicas y en diversas partes del mundo.

### Muerte
Después de haber realizado muchos viajes a Rusia, Siberia y Colorado enfermó repentinamente y murió en Denver el 21 de septiembre de 1878, a los 46 años,y fue enterrado en el cementerio Riverside.